# Desidae
Desidae zijn een familie van spinnen bestaande uit 63 geslachten. 

## Geslachten
- Akatorea Forster & Wilton, 1973
- Amphinecta Simon, 1898
- Austmusia Gray, 1983
- Badumna Thorell, 1890
- Baiami Lehtinen, 1967
- Bakala Davies, 1990
- Barahna Davies, 2003
- Buyina Davies, 1998
- Calacadia Exline, 1960
- Cambridgea L. Koch, 1872
- Canala Gray, 1992
- Cedicoides Charitonov, 1946
- Cedicus Simon, 1875
- Cicirra Simon, 1886
- Colcarteria Gray, 1992
- Corasoides Butler, 1929
- Cunnawarra Davies, 1998
- Desis Walckenaer, 1837
- Dunstanoides Forster & Wilton, 1989
- Epimecinus Simon, 1908
- Forsterina Lehtinen, 1967
- Goyenia Forster, 1970
- Helsonia Forster, 1970
- Holomamoea Forster & Wilton, 1973
- Huara Forster, 1964
- Ischalea L. Koch, 1872
- Jalkaraburra Davies, 1998
- Keera Davies, 1998
- Lathyarcha Simon, 1908
- Magua Davies, 1998
- Makora Forster & Wilton, 1973
- Mamoea Forster & Wilton, 1973
- Mangareia Forster, 1970
- Maniho Marples, 1959
- Manjala Davies, 1990
- Matachia Dalmas, 1917
- Mesudus Özdikmen, 2007
- Metaltella Mello-Leitão, 1931
- Namandia Lehtinen, 1967
- Nanocambridgea Forster & Wilton, 1973
- Neororea Forster & Wilton, 1973
- Notomatachia Forster, 1970
- Nuisiana Forster & Wilton, 1973
- Oparara Forster & Wilton, 1973
- Panoa Forster, 1970
- Paracedicus Fet, 1993
- Paramamoea Forster & Wilton, 1973
- Paramatachia Dalmas, 1918
- Penaoola Davies, 1998
- Phryganoporus Simon, 1908
- Pitonga Davies, 1984
- Poaka Forster & Wilton, 1973
- Porteria Simon, 1904
- Quemusia Davies, 1998
- Rangitata Forster & Wilton, 1973
- Rapua Forster, 1970
- Reinga Forster & Wilton, 1973
- Rorea Forster & Wilton, 1973
- Syrorisa Simon, 1908
- Tanganoides Davies, 2005
- Taurongia Hogg, 1901
- Tuakana Forster, 1970
- Waterea Forster & Wilton, 1973

## Taxonomie
- Zie lijst van Desidae voor een volledig overzicht.

## Soorten in België en Nederland
In België en Nederland komen geen soorten van de Desidae in het wild voor.